# Dăržavno părvenstvo po futbol 1936
Il Dăržavno părvenstvo po futbol 1936 fu la 12ª edizione della massima serie del campionato di calcio bulgaro concluso il 18 ottobre 1936 con la vittoria del Slavia Sofia, al suo terzo titolo.

## Formula
Venne disputata una fase regionale in cui ognuno dei quattordici raggruppamenti (sportni oblasti) organizzò un proprio campionato con la vincente qualificata alla fase nazionale.
Due regioni non terminarono entro il tempo imposto dalla federazione pertanto partecipanti alla fase nazionale furono dodici.
La competizione nazionale si svolse ad eliminazione diretta con gare di sola andata.
Le semifinali e la finale furono disputate a Sofia.

## Squadre partecipanti
| Squadra               | Città     | Stadio | Federazione regionale |
| --------------------- | --------- | ------ | --------------------- |
| Ticha Varna           | Varna     |        | Varna                 |
| Panayot Volov Shumen  | Šumen     |        | Šumen                 |
| Levski Ruse           | Ruse      |        | Ruse                  |
| Hadzhi Slavchev       | Pavlikeni |        | Tărnovo               |
| Pobeda 26 Pleven      | Pleven    |        | Pleven                |
| Non terminato         |           |        | Vraca                 |
| Victoria 23 Vidin     | Vidin     |        | Lom                   |
| Slavia Sofia          | Sofia     |        | Sofia                 |
| Krakra Pernik         | Pernik    |        | Kjustendil            |
| Botev Plovdiv         | Plovdiv   |        | Plovdiv               |
| Urli Harmanli         | Harmanli  |        | Haskovo               |
| Non terminato         |           |        | Stara Zagora          |
| Levski Burgas         | Burgas    |        | Primorsko             |
| Georgi Drazhev Yambol | Jambol    |        | Jambol                |

## Fase finale

### Primo turno
| Squadra 1             | Risultato | Squadra 2                 |
| --------------------- | --------- | ------------------------- |
| Viktoria 23 Vidin     | 4 - 2     | Pobeda 26 Pleven          |
| Levski Ruse           | 3 - 0     | Panayot V. Šumen          |
| Krakra Pernik         | 2 - 1     | Hadzhi Slavchev Pavlikeni |
| Georgi Drazhev Yambol | 8 - 0     | Urli Harmanli             |

### Quarti di finale
| Squadra 1             | Risultato | Squadra 2         |
| --------------------- | --------- | ----------------- |
| Levski Ruse           | 0 - 1     | Krakra Pernik     |
| Georgi Drazhev Yambol | 1 - 0     | PFC Botev Plovdiv |
| Ticha Varna           | 1 - 0     | Levski Burgas     |
| Viktoria 23 Vidin     | 1 - 6     | PFC Slavia Sofia  |

### Semifinali
| Squadra 1        | Risultato | Squadra 2             |
| ---------------- | --------- | --------------------- |
| PFC Slavia Sofia | 6 - 0     | Georgi Drazhev Yambol |
| Ticha Varna      | 1 - 0     | Krakra Pernik         |

### Finale
La finale era programmata per il 4 ottobre ma venne posticipata a causa del maltempo.
| Sofia 18 ottobre 1936 | PFC Slavia Sofia | 2 – 0 | Ticha Varna |  |